# آنا ماريا ولز
آنا ماريا ولز (بالإنجليزية: Anna Maria Wells)‏ هي كاتبة للأطفال وكاتِبة وشاعرة أمريكية، ولدت في 1794، وتوفيت في 1868.